# Карен (држава)
Карен или Кајин је једна од држава Мјанмара. Има 1.733.281 становника (подаци из 2014. године), а главни град је Пхаан. Титуларни народ ове државе је Карен. 